# Pontificia Università Cattolica del Perù
La Pontificia Università Cattolica del Perù è un'università peruviana con sede a Lima.
Adotta come motto Et lux in tenebris lucet.

## Storia

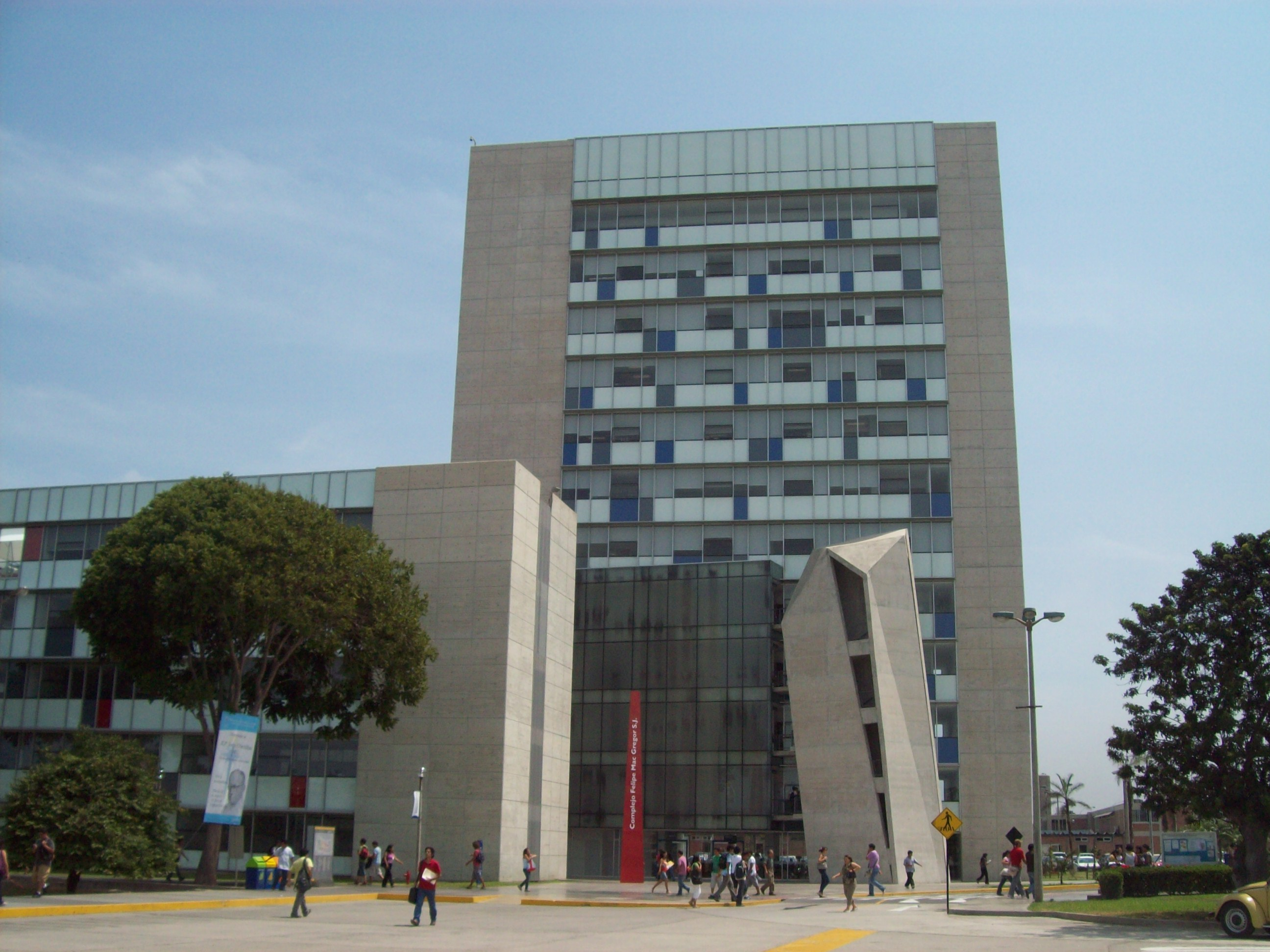
Complejo Felipe Mac Gregor della Università del Perù

L'università fu fondata il 24 marzo 1917 e monsignor Jorge Dinthillac è stato il primo rettore.
Nel 2009 il professor Marcial Rubio è stato eletto rettore dell'istituto, per un quinquennio.
Il 21 luglio 2012 la Segreteria di Stato della Santa Sede ha deciso di togliere alla Pontificia Università Cattolica del Perù il diritto all'uso nella propria denominazione dei titoli di "Pontificia" e di "Cattolica", conformemente alla legislazione canonica. Il 3 novembre 2016 ha riacquistato i due titoli di "Pontificia" e "Cattolica".

## Facoltà
- Architettura, Disegno e Urbanistica
- Amministrazione e Contabilità
- Arte
- Scienze Sociali
- Comunicazioni
- Lettere e Scienze Umane
- Diritto
- Istruzione
- Scienze e Ingegneria
- Gestione e Direzione superiore.